# ريتشارد قاي ويلسون
ريتشارد قاي ويلسون (بالإنجليزية: Richard Guy Wilson)‏ هو مؤرخ أمريكي، ولد في 1940.